# گران گالا دل کالچو
گران گالا دل کالچو (به ایتالیایی: Gran Galà del Calcio) به معنی جشن بزرگ فوتبال، رویدادی است که توسط اتحادیه بازیکنان فوتبال ایتالیا (AIC) برای اهدای جایزه به بازیکن، مربی و داوری که بهترین عملکرد را در فصل گذشتهٔ سری آ داشته‌است، برگزار می‌شود. برندگان توسط بازیکنان لیگ انتخاب می‌شوند. این مراسم در سال ۲۰۱۱، جایگزین «اسکار دل کال کالچو» شد که از سال ۱۹۹۷ برگزار می‌شد.

## فهرست جوایز
- تیم سال سری آ
- بازیکن سال سری آ
- مربی سال سری آ
- بازیکن سال سری بی
- دروازه‌بان سال سری آ
- داور سال سری آ
- برترین باشگاه فوتبال سال سری آ
- بازیکن زن سال سری آ